# 吠陀數學
《吠陀數學》（英文︰Vedic Mathematics），是印度僧侶巴拉蒂·克里希纳·第勒塔季（1844－1960年）撰寫的一本書，首次出版於1965年。它包含一系列數學技術，這些技術被錯誤地聲稱是從吠陀中檢索到，以及包含數學知識。
克里希纳·第勒塔未能提供資料來源，學者們一致指出，它僅僅是提高基本數學計算速度的技巧概要，與吠陀時期的數學發展歷史沒有重疊。然而，這一領域的出版物激增，右翼印度教民族主義政府多次嘗試將該學科納入主流教育。

## 外部連結
- 用數學強國的吠陀數學來練速算（页面存档备份，存于）